# Souren Choudhury
Souren Choudhury (ur. 25 lipca 1918) – indyjski strzelec, olimpijczyk. 
Brał udział w Letnich Igrzyskach Olimpijskich 1952. Startował jedynie w konkurencji karabinu małokalibrowego leżąc z odl. 50 metrów, w której zajął 39. miejsce (wśród 58 zawodników).

## Wyniki olimpijskie
| Igrzyska | Konkurencja                       | Wynik                     | Miejsce | Źródło |
| -------- | --------------------------------- | ------------------------- | ------- | ------ |
| IO 1952  | Karabin małokalibrowy leżąc, 50 m | 391 punktów (96-98-98-99) | 39      | [ 1 ]  |